# Верхньоігнашкинська сільська рада
Ве́рхньоігна́шкинська сільська рада (рос. Верхнеигнашкинский сельский совет) — сільське поселення у складі Грачовського району Оренбурзької області Росії.
Адміністративний центр — село Верхньоігнашкино.

## Населення
Населення — 463 особи (2019; 601 в 2010, 804 у 2002).

## Склад
До складу сільської ради входять:
| Населений пункт        | Населення, осіб (2002) | Населення, осіб (2010) |
| ---------------------- | ---------------------- | ---------------------- |
| Андрієвка, селище      | 113                    | 66                     |
| Верхньоігнашкино, село | 691                    | 535                    |